# Écaussinnes-Lalaing
Écaussinnes-Lalaing (en wallon El Pitit Scåssene) est une section de la commune belge d'Écaussinnes située en Région wallonne dans la province de Hainaut.
C'était une commune à part entière avant la fusion des communes de 1977.

## Évolution démographique
- Sources : INS, Rem. : 1831 jusqu'en 1970 = recensements, 1976 = nombre d'habitants au 31 décembre.

## Patrimoine et culture

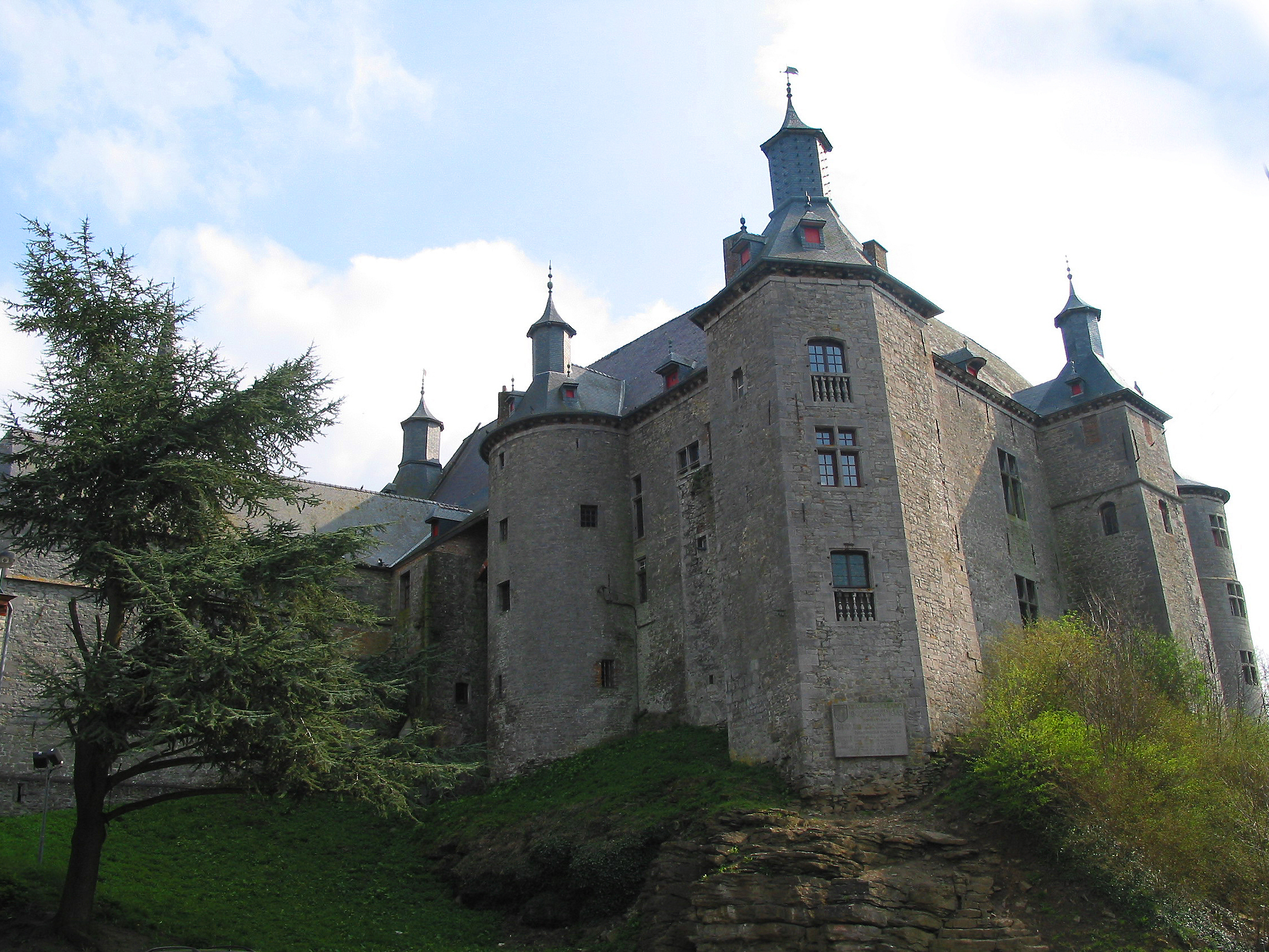
Le château.

## Enseignement

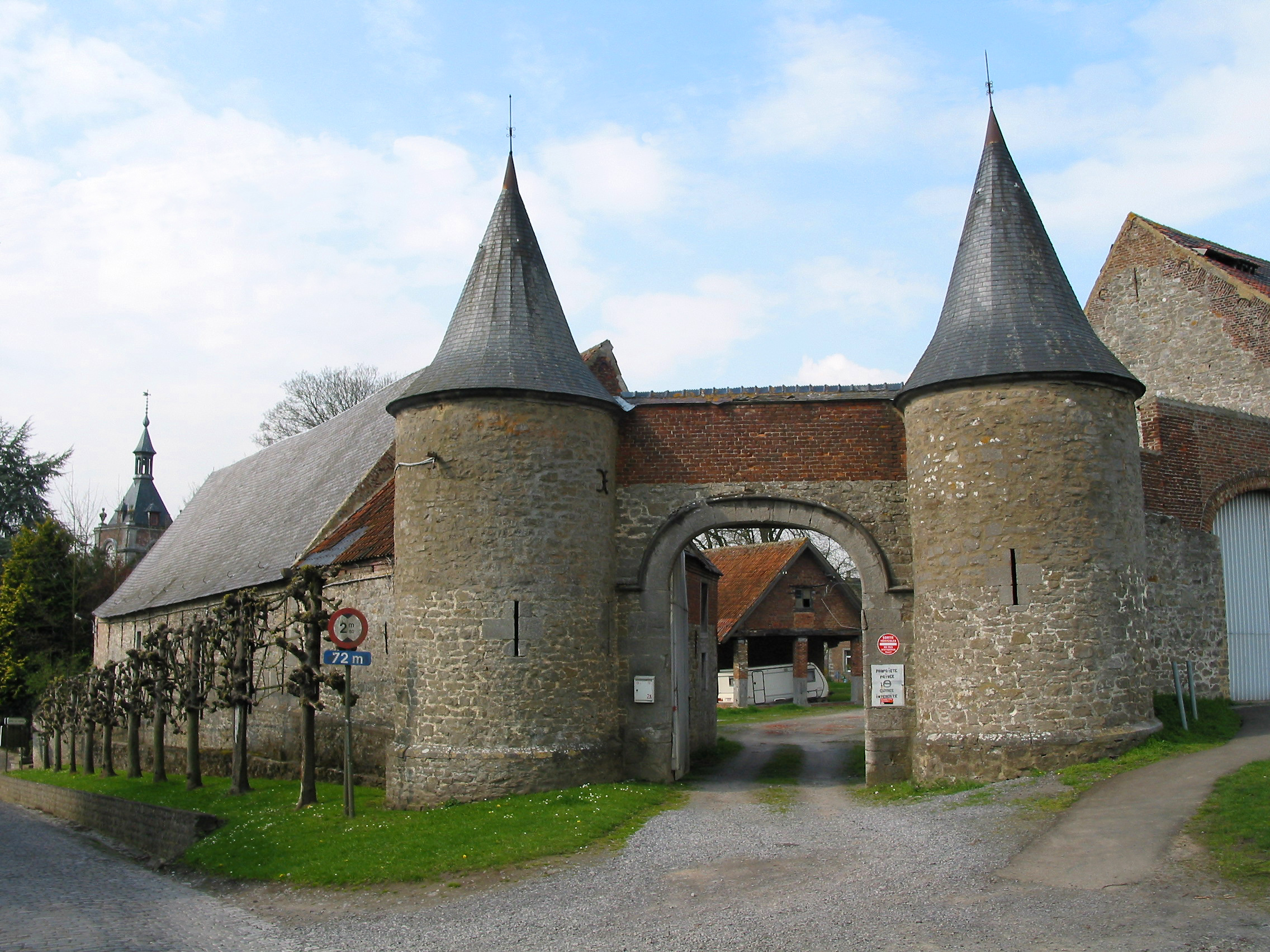
La ferme du château.

## Vie associative

### Jumelage
| Ville | Ville    | Pays | Pays   | Période                 |
| ----- | -------- | ---- | ------ | ----------------------- |
|       | Lallaing |      | France | depuis le 1er juin 2000 |